# Adrián Bastía
Adrián Jesús Bastía (Gobernador Crespo, Santa Fe, Argentina, 20 de diciembre de 1978) es un futbolista argentino que juega como volante central en Belgrano de Serodino de la Liga Regional Totorense.

## Trayectoria
Nació en Gobernador Crespo, provincia de Santa Fe. Inicio sus primeros pasos en el Club Deportivo Unión de Gobernador Crespo, su pueblo natal. A los 13 años, debutó en la Primera de Municipalidad de San Lorenzo, en San Lorenzo, Santa Fe. Tuvo un corto plazo en el equipo marplatense San Isidro, debutando a sus 16 años como volante ofensivo. Luego fue transferido al  Racing Club de Avellaneda, en donde debutó en la Primera División de Argentina el 11 de abril de 1998 contra Ferro Carril Oeste, con derrota de Racing por 2 a 0. En 2001 se coronó campeón del Torneo Apertura con Racing Club, cortando una sequía de 35 años sin títulos de liga para el equipo de Avellaneda.
En 2003 jugó para el RCD Espanyol de la Primera División de España. Posteriormente, en 2004 pasó al FC Saturn de Rusia, en el que jugó 15 partidos y estuvo suspendido durante 7 fechas. En el año 2005 regresó a Argentina, donde vistió los colores de Estudiantes de La Plata. En 2006 volvió a Racing Club, al mando de Fernando Quiroz. En 2008 regresó a Europa, esta vez al Asteras Tripolis de Grecia. En agosto de 2011 llegó a préstamo por un año al Club Atlético Colón de Santa Fe, equipo del cual es hincha.
En 2013, deja Colón de Santa Fe para sumarse a Atlético de Rafaela. Luego de 2 años en esta institución a los 37 años llega nuevamente a Colón de Santa Fe.
El 30 de abril de 2019 rescinde su contrato con el "Sabalero" y queda libre con posibilidades de retirarse. Ese mismo año se suma al plantel del Club Belgrano de Serondino de la Liga Totorense de futbol.

## Clubes

### Estadísticas
| Equipo                            | Div.                | Temporada           | Liga  | Liga  | Liga   | Copa Nacional | Copa Nacional | Copa Nacional | Copa Internacional | Copa Internacional | Copa Internacional | Otros | Otros | Otros  | Total | Total | Total  |
| Equipo                            | Div.                | Temporada           | Part. | Goles | Asist. | Part.         | Goles         | Asist.        | Part.              | Goles              | Asist.             | Part. | Goles | Asist. | Part. | Goles | Asist. |
| Racing Argentina                  | 1.ª                 | 1997-98             | 25    | 0     | 0      | -             | -             | -             | -                  | -                  | -                  | -     | -     | -      | 25    | 0     | 0      |
| Racing Argentina                  | 1.ª                 | 1998-99             | 29    | 0     | 0      | -             | -             | -             | -                  | -                  | -                  | -     | -     | -      | 29    | 0     | 0      |
| Racing Argentina                  | 1.ª                 | 1999-00             | 27    | 0     | 0      | -             | -             | -             | 4                  | 0                  | 0                  | -     | -     | -      | 31    | 0     | 0      |
| Racing Argentina                  | 1.ª                 | 2000-01             | 17    | 2     | 0      | -             | -             | -             | -                  | -                  | -                  | -     | -     | -      | 17    | 2     | 0      |
| Racing Argentina                  | 1.ª                 | 2001-02             | 34    | 1     | 0      | -             | -             | -             | -                  | -                  | -                  | -     | -     | -      | 34    | 1     | 0      |
| Racing Argentina                  | 1.ª                 | 2002-03             | 30    | 3     | 0      | -             | -             | -             | 12                 | 0                  | 0                  | -     | -     | -      | 42    | 3     | 0      |
| Racing Argentina                  | 1.ª                 | 2005-06             | 6     | 0     | 0      | -             | -             | -             | -                  | -                  | -                  | -     | -     | -      | 6     | 0     | 0      |
| Racing Argentina                  | 1.ª                 | 2006-07             | 15    | 1     | 0      | -             | -             | -             | -                  | -                  | -                  | -     | -     | -      | 15    | 1     | 0      |
| Racing Argentina                  | 1.ª                 | 2007-08             | 30    | 0     | 1      | -             | -             | -             | -                  | -                  | -                  | 0     | 0     | 0      | 30    | 0     | 1      |
| Racing Argentina                  | Total               | Total               | 213   | 7     | 1      | -             | -             | -             | 16                 | 0                  | 0                  | -     | -     | -      | 229   | 7     | 1      |
| RCD Espanyol · España             | 1.ª                 | 2003-04             | 8     | 0     | 0      | 1             | 0             | 0             | -                  | -                  | -                  | -     | -     | -      | 9     | 0     | 0      |
| RCD Espanyol · España             | Total               | Total               | 8     | 0     | 0      | 1             | 0             | 0             | -                  | -                  | -                  | -     | -     | -      | 9     | 0     | 0      |
| FC Saturn · Rusia                 | 1.ª                 | 2003-04             | 15    | 0     | 1      | -             | -             | -             | -                  | -                  | -                  | -     | -     | -      | 15    | 0     | 1      |
| FC Saturn · Rusia                 | Total               | Total               | 15    | 0     | 1      | -             | -             | -             | -                  | -                  | -                  | -     | -     | -      | 15    | 0     | 1      |
| Estudiantes de la Plata Argentina | 1.ª                 | 2004-05             | 18    | 0     | 0      | -             | -             | -             | -                  | -                  | -                  | -     | -     | -      | 18    | 0     | 0      |
| Estudiantes de la Plata Argentina | 1.ª                 | 2005-06             | 17    | 1     | 0      | -             | -             | -             | 2                  | 0                  | 0                  | -     | -     | -      | 19    | 1     | 0      |
| Estudiantes de la Plata Argentina | Total               | Total               | 35    | 1     | 0      | -             | -             | -             | 2                  | 0                  | 0                  | -     | -     | -      | 37    | 1     | 0      |
| Asteras Tripolis · Grecia         | 1.ª                 | 2008-09             | 23    | 2     | 2      | 4             | 1             | 0             | -                  | -                  | -                  | -     | -     | -      | 27    | 3     | 2      |
| Asteras Tripolis · Grecia         | 1.ª                 | 2009-10             | 24    | 1     | 0      | 2             | 1             | 0             | -                  | -                  | -                  | -     | -     | -      | 26    | 2     | 0      |
| Asteras Tripolis · Grecia         | 1.ª                 | 2010-11             | 26    | 2     | 0      | 2             | 0             | 0             | -                  | -                  | -                  | -     | -     | -      | 28    | 2     | 0      |
| Asteras Tripolis · Grecia         | Total               | Total               | 73    | 5     | 2      | 8             | 2             | 0             | -                  | -                  | -                  | -     | -     | -      | 81    | 7     | 2      |
| Colón Argentina                   | 1.ª                 | 2011-12             | 31    | 0     | 4      | -             | -             | -             | -                  | -                  | -                  | -     | -     | -      | 31    | 0     | 4      |
| Colón Argentina                   | 1.ª                 | 2012-13             | 27    | 0     | 2      | 1             | 0             | 0             | 4                  | 0                  | 0                  | -     | -     | -      | 32    | 0     | 2      |
| Colón Argentina                   | 1.ª                 | 2016                | 12    | 0     | 0      | 1             | 0             | 0             | -                  | -                  | -                  | -     | -     | -      | 13    | 0     | 0      |
| Colón Argentina                   | 1.ª                 | 2016-17             | 18    | 0     | 1      | 1             | 1             | 0             | -                  | -                  | -                  | -     | -     | -      | 19    | 1     | 1      |
| Colón Argentina                   | 1.ª                 | 2017-18             | 14    | 0     | 1      | -             | -             | -             | 1                  | 0                  | 0                  | 1     | 0     | 0      | 16    | 0     | 1      |
| Colón Argentina                   | 1.ª                 | 2018-19             | 8     | 0     | 0      | -             | -             | -             | 3                  | 0                  | 0                  | 4     | 0     | 0      | 15    | 0     | 0      |
| Colón Argentina                   | Total               | Total               | 108   | 0     | 8      | 3             | 1             | 0             | 8                  | 0                  | 0                  | 5     | 0     | 0      | 124   | 1     | 8      |
| Atlético Rafaela Argentina        | 1.ª                 | 2013-14             | 32    | 1     | 2      | -             | -             | -             | -                  | -                  | -                  | 1     | 0     | 0      | 33    | 1     | 2      |
| Atlético Rafaela Argentina        | 1.ª                 | 2014                | 18    | 1     | 0      | 3             | 0             | 0             | -                  | -                  | -                  | -     | -     | -      | 21    | 1     | 0      |
| Atlético Rafaela Argentina        | 1.ª                 | 2015                | 27    | 2     | 2      | 3             | 0             | 0             | -                  | -                  | -                  | -     | -     | -      | 30    | 2     | 2      |
| Atlético Rafaela Argentina        | Total               | Total               | 77    | 4     | 4      | 6             | 0             | 0             | -                  | -                  | -                  | 1     | 0     | 0      | 84    | 4     | 4      |
| Total en su carrera               | Total en su carrera | Total en su carrera | 528   | 17    | 16     | 18            | 3             | 0             | 26                 | 0                  | 0                  | 6     | 0     | 0      | 562   | 20    | 16     |

## Palmarés

### Campeonatos nacionales
| Título           | Club        | Sede         | Año    |
| ---------------- | ----------- | ------------ | ------ |
| Primera División | Racing Club | Buenos Aires | A-2001 |